# Joan Greenwood
Joan Greenwood (Londres, 4 de marzo de 1921 – 27 de febrero de 1987) fue una actriz británica. Con su característica voz ronca y precisa elocución, fue quizás más conocida por su papel de Gwendolen en el filme The Importance of Being Earnest (1952).

## Biografía
Nacida en Chelsea, Londres, estudió en la Royal Academy of Dramatic Art. Greenwood tuvo una importante y larga carrera como actriz teatral, actuando con la compañía de Donald Wolfit en los años posteriores a la Segunda Guerra Mundial.  
Un papel destacado de Greenwood fue el de Olga, interpretado junto a Spike Milligan, en la producción dirigida por Frank Dunlop de la obra Oblómov, basada en la novela del escritor ruso Iván Goncharov. El estreno tuvo lugar en el Teatro Lyric de Londres el 6 de octubre de 1964.
Greenwood hizo también destacadas actuaciones cinematográficas, sobresaliendo de entre ellas las de Gwendolen en The Importance of Being Earnest (1952) y Sibella en la comedia negra Kind Hearts and Coronets (1949). También trabajó en otras dos comedias de los Estudios Ealing, Whisky Galore! y The Man in the White Suit.  
Además, hizo primeros papeles en Stage Struck (1958), en el filme basado en la obra de Julio Verne La isla misteriosa (1961), y en Tom Jones (1963). Su última película fue Little Dorrit, rodada en el año de su fallecimiento. Greenwood es también recordada por encarnar a Lady Carlton en la sitcom británica Girls On Top.
En 1960 Greenwood hizo el papel del título en una producción de Hedda Gabler representada en el Teatro Oxford Playhouse. Trabajando con ella, en el papel del Juez Brack, estaba el actor André Morell. Ambos se enamoraron y volaron en secreto a Jamaica, donde se casaron. La pareja permaneció unida hasta el momento de la muerte de Morell, ocurrida en 1978. Tuvieron un hijo, Jason, actor cinematográfico en filmes como Su majestad Mrs. Brown (1997) y Wilde (1997).
Joan Greenwood falleció a causa de un infarto agudo de miocardio en Londres en 1987, unos días antes de cumplir los 66 años de edad.

## Filmografía
- My Wife's Family (1941)
- He Found a Star (1941)
- The Gentle Sex (1943)
- Latin Quarter (1945)
- They Knew Mr. Knight (1946)
- A Girl in a Million (1946)
- The Man Within (1947)
- The October Man (1947)
- The White Unicorn (1947)
- Saraband for Dead Lovers (Matrimonio de estado) (1948)
- The Bad Lord Byron (1949)
- Whisky Galore! (1949)
- Kind Hearts and Coronets (Ocho sentencias de muerte) (1949)
- Flesh & Blood (1951)
- The Man in the White Suit (1951)
- Young Wives' Tale (1951)
- Le Passe-muraille (también titulada Mr Peek-a-boo) (1951)
- The Importance of Being Earnest (1952)
- Knave of Hearts (1954)
- Father Brown (El detective) (1954)
- Los contrabandistas de Moonfleet (1955)
- Stage Struck (1958)
- La isla misteriosa (1961)
- The Amorous Prawn (1962)
- Tom Jones (1963)
- The Moon-Spinners (1964)
- Barbarella (1968) (voz)
- Girl Stroke Boy (1971)
- The Uncanny (1977)
- The Water Babies (La leyenda del lago mágico) (1978) (film de animación)
- The Hound of the Baskervilles (1978)
- At Bertram's Hotel (1987)
- Little Dorrit (1988)